# Tupolev Tu-334
Dimensions
Le Tupolev Tu-334 est un avion de ligne moyen-courrier russe, développé par la société Tupolev. Le programme de sa mise en service sur une ligne régulière est finalement annulé en 2009 alors qu'aucun appareil n'a été vendu.

## Conception
La naissance du projet du Tu-334 vient de la nécessité de remplacer les Tu-134 et Yak-40 vieillissants. Par rapport à ces derniers, il devait avoir une consommation moindre, une autonomie rallongée et un meilleur confort.
À cette époque, en 1988, la construction du premier Tu-204 de série était en cours et il fut décidé d'utiliser une grande partie de ses systèmes et caractéristiques pour la fabrication du Tu-334, afin de garantir une certaine standardisation et la simplicité de conception. On imagina deux versions de départ : l'une dotée de réacteurs classiques et l'autre dotée de turbopropulseurs ; les deux versions avaient les moteurs situés à l'arrière du fuselage. Ce fut finalement la version munie de réacteurs qui fut retenue.
Le Tu-334 effectua son premier vol le 8 février 1999, d'une durée de 31 minutes, mais ce n'est qu'en 2003 que le deuxième exemplaire prit l'air.

## Caractéristiques
Le Tu-334 se démarque des anciens avions de ligne soviétiques par son aménagement intérieur plus soigné, mais sa différence majeure est le faible niveau de bruit généré par les moteurs, il répond ainsi aux normes dictées par l'OACI sur les nuisances sonores.

### Voilure
Afin de réduire la consommation et d'évoluer à partir de pistes courtes à moyennes d'aéroports régionaux, ce qui est tout de même la fonction première de ce type d'aéronef, la portance de l'aile est plus importante que sur la plupart des avions de la catégorie. Cette portance est due aux ailes qui ont été conçues en partenariat avec le TsAGI, elles adoptent une voilure supercritique, un allongement de 10,17 et une flèche de 24 ° (mesurée au quart de la corde).
L'épaisseur des profils est la suivante : 
- 14,5 % pour l'emplanture
- 11,8 % pour le profil moyen
- 10 % pour les saumons

La voilure possède un dièdre positif de 3,5 % et est munie de winglet. Le rapport portance/traînée est de 16,7, ce qui place le Tu-334 entre le Boeing 737 (16) et 747 (17).

### Motorisation
Le Tu-334 adopte deux turboréacteurs à double flux Progress D-436T1 dérivés des célèbres Ivtchenko-Progress D-36 équipant les Yak-42, An-72 et An-74. Il se différencie de son prédécesseur par une configuration à trois étages, une consommation moindre ainsi qu'une construction modulaire qui permet un remplacement plus rapide des parties défectueuses. L'appareil est en outre muni d'un groupe auxiliaire de puissance du type TA 12-60 d'une puissance de 60 kW, il est chargé du démarrage des moteurs au sol et en vol ainsi que des systèmes électriques (au sol) et de la climatisation. Les réservoirs sont divisés en deux groupes qui alimentent chacun un moteur, la capacité totale se monte à 12 950 litres (10 100 kg). Les carburants pouvant être utilisés sont les TS-1 et RT russes et le JET A-1 occidental.
L'acheminement du kérosène se fait au moyen de deux pompes centrifuges fonctionnant au courant alternatif, une troisième pompe est utilisée en cas de panne du système d'alimentation principal et est alimentée par un accumulateur.

## Évaluations
Les deux modèles et les cellules furent soumis à toute une batterie d'essais, qui leur permit l'obtention des normes AP-25, harmonisées avec les FAR-25 et JAR-25. Durant la période d'essais, on vérifia les capacités de l'avion dans des conditions de froid extrême (en République de Sakha notamment) et de chaleur élevée, d'atterrissage sur pistes gelées, et son exploitation dans des conditions météorologiques difficiles.

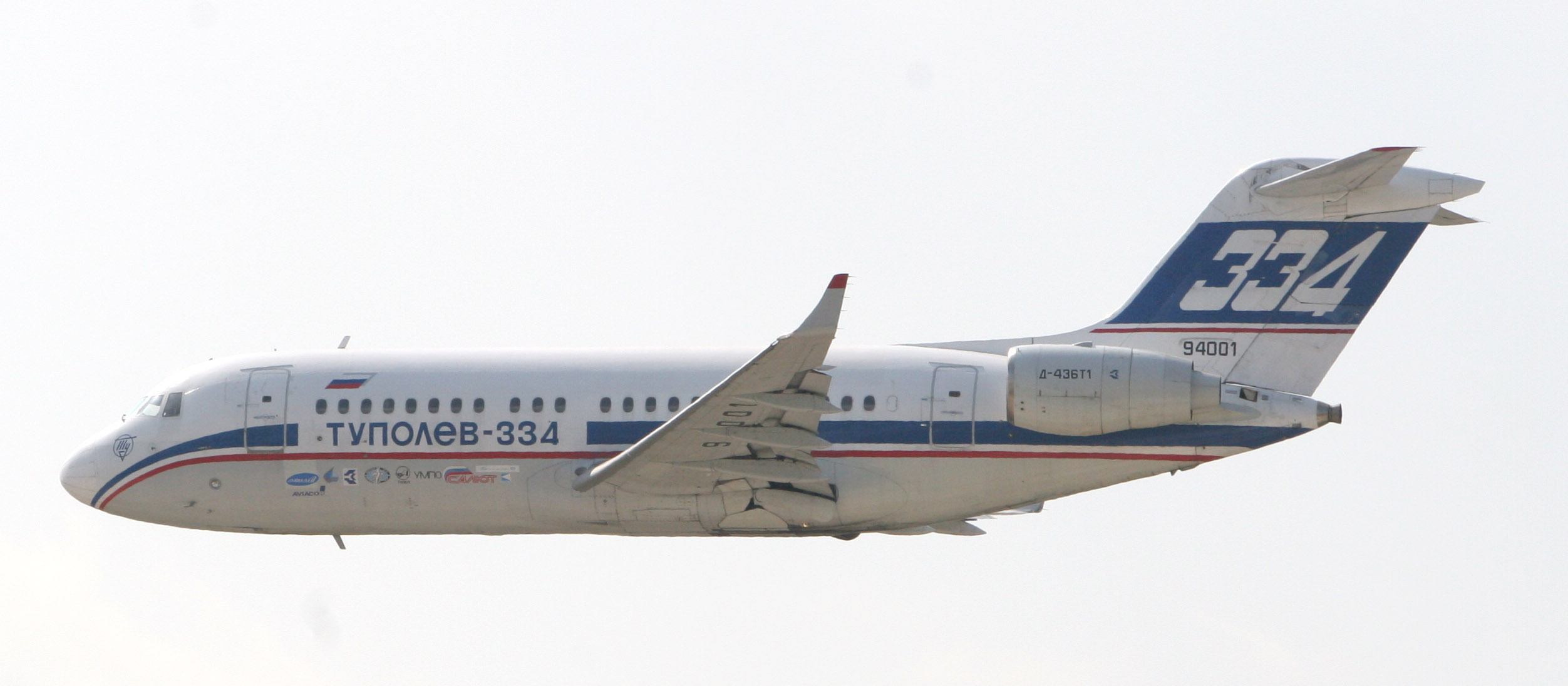
Un Tu-334 au MAKS-2007

## Production
Fin 2006, Tupolev avait reçu 50 commandes de compagnies aériennes russes et l'Iran prévoyait d'acquérir environ cinq avions de ce type. Le Tu-334 aurait dû être produit à l'usine KAPO de Kazan. Finalement le projet fut annulé, 2 exemplaires seulement ont été construits.
Son concurrent direct est le Soukhoï Superjet 100, qui a néanmoins une capacité en passagers et une autonomie moindre.